# Albatros C.V
Albatros C.V byl německý dvoumístný vojenský průzkumný dvouplošník, který sloužil krátce během 1. světové války. Letoun ve své době dosahoval výborných výkonů, ale trpěl i řadou technických problémů. Ve službě v první linii se udržel asi jeden rok. Bylo vyrobeno celkem 128 letounů. Některé zdroje hovoří o 424 vyrobených letounech, ale ve skutečnosti se jedná o počet vyrobených motorů Mercedes D.IV, které však byly montovány nejen na tento typ letounu.

## Vývoj a popis
Letoun C.V byl první revidovaný letoun společnosti Albatros Flugzeugwerke z řady letounů typu B a C této společnosti, vytvořený poté, co Ernst Heinkel přešel ke společnosti Hansa-Brandenburg. Ačkoliv si letoun zachoval stejné základní uspořádání jako Heinkelem navrhované letouny, měl letoun C.V podstatně vytříbenější tvary. Přední část trupu byla potažena plechem a ladně splývala s kuželem vrtule. Pohon letounu zajišťoval nový výkonný osmiválcový řadový motor Mercedes D.IV. Motor byl však větší a měl i větší hmotnost, což vedlo ke zvětšení rozměrů letounu. Nové umístění hnací hřídele na druhou stranu umožnilo lepší zástavbu do trupu, který měl tak ladnější tvary.
Některé zdroje tvrdí, že hlavním zdrojem poruch letounu byl poruchový motor Mercedes D.IV. Tento nový motor skutečně trpěl častými poruchami, ale soudě podle dochovaných záznamů, je zřejmé, že poruchy motoru neměly hlavní vliv na bojovou spolehlivost letounu, nebo alespoň nikoliv v takovém rozsahu. Zdrojem poruch motoru měla být příliš dlouhá kliková hřídel osmiválcového motoru, která trpěla vlivem vibrací trvalými poruchami. Toto však byla pravda hlavně u dvoumotorových bombardérů AEG G.III a Gotha G.II vybavených stejnými motory. U jednomotorových letounů Albatros C.V nebyly poruchy motorů tak časté a vážné. Uvažovalo se o tom, že k poruchám přispívá montáž mezi křídla bombardérů, ale pravdou je, že záležitost nebyla v tomto bouřlivém období druhé poloviny 1. světové války dostatečně prozkoumána.
Společnost Albatros dostala objednávku na 3 prototypy C.V/15 s čísly C.3593-3595/15 15. listopadu 1915. Konstrukce trupu se podobala letounu Albatros C.III. Výjimkou bylo zvětšené rozpětí křídel a změna tvaru svislé ocasní plochy. Podobně jako předchozí letouny společnosti Albatros byl na letounu použit trup potažený tenkou překližkou. Tak vznikla lehká a pevná polonosná konstrukce. V březnu 1916 přišla objednávka na 200 letounů C.V, která byla později změněna na 75 letounů C.V a 125 letounů Albatros C.VII. V létě 1916 byl letoun doporučen k zavedení do výzbroje. V té době již probíhala dodávka prvních sériových strojů.
První sériová verze nesla označení C.V/16. Pro tuto verzi jsou charakteristické „uši“ chladičů motoru po stranách trupu před křídlem. Tato verze měla potíže s řízením, chlazením a spolehlivostí motoru. Letoun mohl nést i dvě letecké pumy o hmotnosti 20 kg a dvě o hmotnosti 10 kg. Celkově bylo postaveno 75 letounů této verze.
V lednu 1917 obdržela společnost Albatros objednávku 50 letounů verze C.V/17, která měla odstranit některé problémy s předchozí verzí. Nová verze dostala nová křídla se zaoblenými konci spodního křídla, vyvážená křidélka, nové výškové kormidlo a nový chladič motoru nad střední částí horního křídla. Z letounu tak zmizely boční chladiče. Úpravy zlepšily ovládání letounu a částečně i chlazení motoru. Pohonná jednotka však zůstala stejná.

## Operační historie

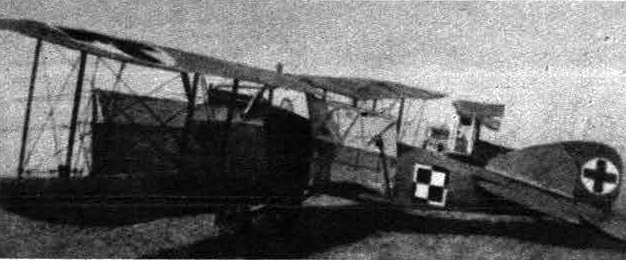
Albatros C.V

Jednotky vybavené letouny C.V/16 dosáhly operační způsobilosti v červenci 1916. Vrcholu v počtu nasazených letounů na frontě dosáhly letouny v srpnu 1916, kdy bylo operačně způsobilých 65 strojů. Netrvalo dlouho, a posádky rychle zjistily přednosti nového typu. K nim patřila vysoká rychlost a výborná stoupavost. Zjistily však i nedostatky – nedostatečné chlazení motoru, silově náročné řízení a poruchy na motoru.
Bohužel informace týkající se bojové činnosti letounů jsou velmi vzácné. Avšak výkony stroje v porovnání se soudobými spojeneckými letouny ukazují převahu letounu nad spojeneckými typy. Do německé historie letectví se letoun zapsal, jako těžko překonatelný stroj, jehož průzkumné lety probíhaly bez potíží s nepřítelem.
Letoun se udržel ve službě v první linii jeden rok, od srpna 1916 do srpna 1917, kdy byl stažen z fronty. Průměrný počet letounů sloužících nad bojištěm západní fronty byl 52 strojů. V prosinci 1917 mělo Německo ve výzbroji stále ještě 84 letounů Albatros C.V, které však sloužily u cvičných a školních jednotek. Ještě v lednu 1920 evidovali vítězní spojenci 58 uskladněných letounů.

## Varianty
C.V/15
Prototypy letouny s motorem Mercedes D.IV. Postaveny 3 stroje.
C.V/16
Původní letoun s chladiči po stranách trupu. Postaveno 75 strojů.
C.V/17
Vylepšený letoun s chladičem na horním křídle a s přestavěnými křídly. Postaveno 50 strojů.
C.V Experimental
Jeden letoun C.V/16 se zkušebními vzpěrami mezi křídly.

## Specifikace (C.V)
Technické údaje pocházejí z publikace „Encyklopedie letadel světa“.

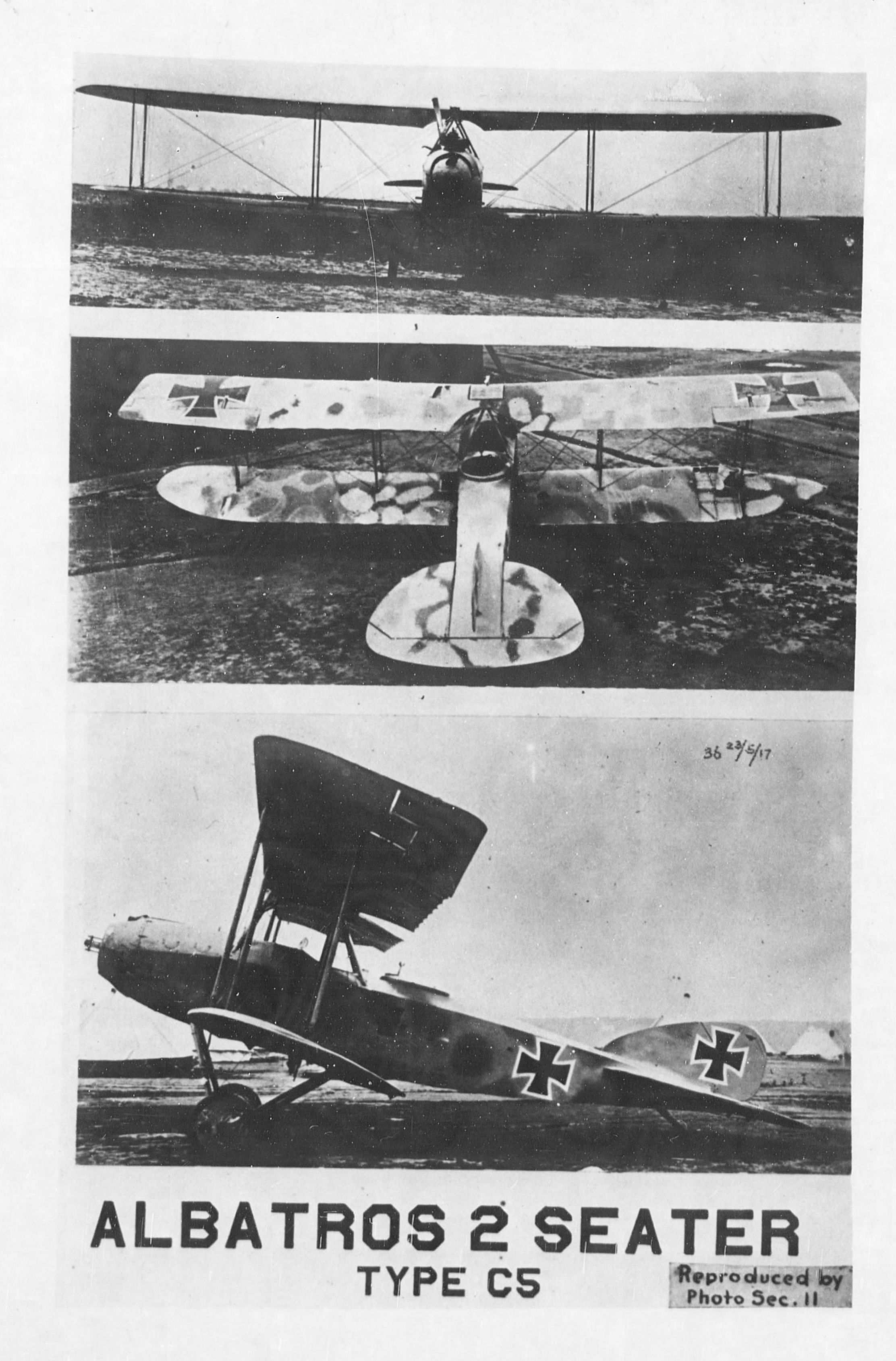
Ukořistěný letoun Albatros C.V/17 v roce 1919. Za povšimnutí stojí zaoblené konce spodního křídla.

### Technické údaje
- Posádka: 2 (pilot a pozorovatel)
- Rozpětí: 12,78 m (C.V/16), 12,62 m (C.V/17)
- Délka: 8,95 m
- Výška: 4,5 m
- Nosná plocha: 43,4 m²
- Plošné zatížení: ? kg/m²
- Prázdná hmotnost: 1 069 kg
- Vzletová hmotnost: 1 585 kg
- Pohonná jednotka: 1× řadový motor Mercedes D.IV
- Výkon pohonné jednotky: 220 k (164 kW)

### Výkony
- Cestovní rychlost: ? ve výšce ? m
- Maximální rychlost: 170 km/h (110 mph) ve výšce ? m
- Dolet: cca 450 km (3 hod. 15 min.)
- Dostup: 3 000 m (9 840 stop)
- Stoupavost: 2,1 m/s (410 stop/min)
- Výstup do 1 000 m: 8 minut

### Výzbroj
- 1× kulomet LMG 08/15 nebo Parabellum MG14 ráže 7,92 mm ovládaný pozorovatelem
- malý náklad bomb

## Uživatelé
Německá říše
- Luftstreitkräfte

#### Související vývoj
- Albatros C.I
- Albatros C.III

#### Podobná letadla
- Royal Aircraft Factory R.E.8
- Aviatik C.I
- LVG C.II
- Rumpler C.I